# Whittington (Shropshire)
Whittington – wieś w Anglii, w hrabstwie Shropshire. Leży 25 km na północny zachód od miasta Shrewsbury i 248 km na północny zachód od Londynu.